# Garb-Chrarda-Beni Hsen
Garb-Chrarda-Beni Hsen (en árabe: الغرب شراردة بني حسين) fue hasta 2015 una de las dieciséis regiones en que estaba organizado Marruecos. Su capital era Kenitra. Su nombre proviene de las tres subregiones que la conforman: el Algarbe y los territorios tribales de los Shrarda y los Beni Hssen o Beni Áhsen.
La región se situaba en el norte del país, en la costa del océano Atlántico. Al norte limitaba con Tánger-Tetuán, al este con Taza-Alhucemas-Taunat y al sur con Mequinez-Tafilalet y Rabat-Salé-Zemur-Zaer.
Contaba con un total de 1 859 540 habitantes repartidos en 8805 km².
Desde 2015 está incluida en la región Rabat-Salé-Kénitra comprendiendo tres provincias: Provincia de Kenitra, Provincia de Sidi Kacem y Provincia de Sidi Sliman.

## Subdivisiones
La región se dividía en dos provincias:
- Provincia de Kenitra
- Provincia de Sidi Kacem